# Raymond Saleilles
Raymond Saleilles (14 de enero de 1855, Beaune, Côte-d'Or - 3 de marzo de 1912, París) fue un reconocido e influyente jurista francés.

## Biografía
Después de terminar sus clases de secundaria en su ciudad natal, en el colegio de Beaune. Cursará sus estudios superiores de grado en el campo del derecho en París, en la Facultad libre independiente del Instituto Católico. Completó su doctorado en 1884 y luego se presentó con éxito a las agregadurías. Fue delegado por el ministro de la Facultad de Derecho de Grenoble, donde permaneció un año como profesor de historia del derecho. En 1885, fue trasladado a la Facultad de Derecho de Dijon donde también enseñó historia del derecho durante diez años y, en los últimos años, derecho constitucional. En 1895 dejó su puesto en Dijon y se convirtió en profesor de derecho civil en la Facultad de Derecho de París, donde entre 1895 y 1898, es responsable de un curso de derecho penal comparado. Obtuvo la titularidad de la plaza como profesor de derecho civil el 28 de noviembre de 1898, puesto que ocupó hasta el final de su vida. A iniciativa suya, en 1901, se crea un curso de derecho civil comparado.

## Renovación doctrinal del derecho
A finales del siglo XIX y principios del XX nació un nuevo movimiento doctrinal jurídico, una corriente reformista que aporta una dimensión científica al derecho y permite un estudio metódico de la ley, que se enriquece con puntos de vista de la sociología, la filosofía y el derecho comparado lo que constituirá una gran innovación. Entre las grandes figuras innovadoras estarán Raymond Saleilles, François Gény, Marcel Planiol y René Demogue.

## Obra

### L'Essai sur les obligations dans le premier projet du Code civil allemand
Raymond Saleilles fue un trabajador incansable, lo que le permitirá acumular tanto conocimientos jurídicos como de filosofía, sociología, historia y economía. Estará abierto a la producción científica extranjera, especialmente a legislación alemana y la doctrina alemana a las que admira y serán el fundamento de uno de sus trabajos más importantes, L'Essai sur les obligations dans le premier projet du Code civil allemand publicado en 1901, escrito mientras enseñaba en Dijon. Este libro se considera una innovación en el derecho privado de las obligaciones francés, ya que el Código Civil alemán era en gran parte desconocido. Este trabajo lo convirtió en uno de los mayores expertos en derecho civil comparado.

### L'individualisation de la peine
Pública L'individualisation de la peine (La individualización de la pena) en 1898, obra reeditada en 1908 y 2001. Saleilles considera que la ley escrita incluye disposiciones rígidas y poco flexibles frente a necesaria interpretación de los tribunales ordinarios. Defiende, y es precursor en esto, "la idea de una pena adaptada a la naturaleza del hombre que la va a sufrir".
Saleilles desarrolla la teoría de riesgo (dentro de la teoría de la imputación), ya que de hecho cuanto mayor es el riesgo tomado, mayores son los beneficios posibles aunque también las consecuencias en caso de fracaso. Propone una nueva visión de la jurisprudencia que permita una aplicación flexible de los textos así como de su evaluación y modificación. Dentro del contexto de su época, reunificación alemana y reunificación italiana después de la guerra de 1870, Saleilles se considera admirador de la doctrina alemana que "cada nación tiene su razón" ("chaque nation a son droit").
Saleilles también intenta unificar la distinción entre derechos reales y derechos personales. Formula una teoría realista y objetiva sobre los derechos patrimoniales o derechos de propiedad. 
Fue profesor de Derecho en la Universidad de Dijon, donde se reunió con el jurista y abogado François Geny con el que estableció una amistad que permitirá un trabajo conjunto. Con él creó la Escuela de la investigación científica libre frente a la Escuela de la Exégesis francesa: para él, este método de interpretación del Código Civil concede demasiada importancia a la letra del texto. El método Geny y Saleilles parte de la búsqueda en el texto legislativo de todas las posibilidades para hallar la más adecuada a la circunstancia. En caso de fallo, es necesario buscar y desarrollar la solución deseable inspirada en la historia y la necesidad actual libremente. Más tarde dijo: "Más allá del Código Civil, pero por el Código Civil" (" Au delà du code civil, mais par le code civil").
Debe tenerse en cuenta el contexto jurídico de la época. El derecho positivo se entiende como un derecho puesto o dado desde el Estado. Así, el positivismo jurídico se entenderá de dos formas básicas, la formalista y la sociológica. 
El formalismo, que surge en el siglo XIX, estudia las formas jurídicas y tiene dos escuelas precursoras generales, en Francia la Escuela Exégesis y en Alemania la Escuela Dogmática alemana, aunque hay figuras como Saleilles que no responden al patrón nacional. El positivismo jurídico de carácter sociológico, estudia el impacto del derecho positivo en la sociedad. Sus escuelas precursoras son en Francia la Escuela Social francesa, y en Alemania el Movimiento del Derecho Libre alemán, ambas del siglo XIX-XX.

## Obra de Saleilles
- 1898 - L'individualisation de la peine. Étude de criminalité sociale, Paris.

- 2001 - L'individualisation de la peine. De Saleilles à aujourd'hui. Réédition de la troisième édition de l'ouvrage de Raymond Saleilles, suivie de: L'individualisation de la peine : cent ans après Saleilles, éd. Eres, coll. Criminologie et sciences de l'homme, 2001.

- 1901 - De la déclaration de volonté. Contribution à l'étude de l'acte juridique dans le Code civil allemand.
- 1910 - De la personnalité juridique.